# AMAN-1
AMAN-1 (conosciuto anche come Stork-7) doveva essere il primo satellite dell'Oman.  
Il satellite, del tipo CubeSat, è stato realizzato dalla compagnia omanita Emerging Technologies Company (ETCO) e dalla compagnia polacca SatRev ed era destinato al telerilevamento. Era stato costruito in sostituzione del satellite AMAN, che era stato lanciato dall'aeroporto di Newquay il 9 gennaio 2023 con il veicolo LauncherOne di Virgin Orbit senza riuscire ad entrare in orbita.
Il lancio di AMAN-1 è stato effettuato l'11 novembre 2023 dalla Vandenberg Space Force Base con un razzo vettore Falcon 9. Lo stadio superiore del razzo ha raggiunto l'orbita terrestre, ma il rilascio in orbita del satellite è fallito per un guasto al sistema di dispiegamento satellitare, per cui il satellite è rientrato nell'atmosfera all’interno del razzo vettore ed è andato perduto insieme ad altri due satelliti (il satellite statunitense Picacho e il satellite sudcoreano JINJUSat-1).